# رأس جدير

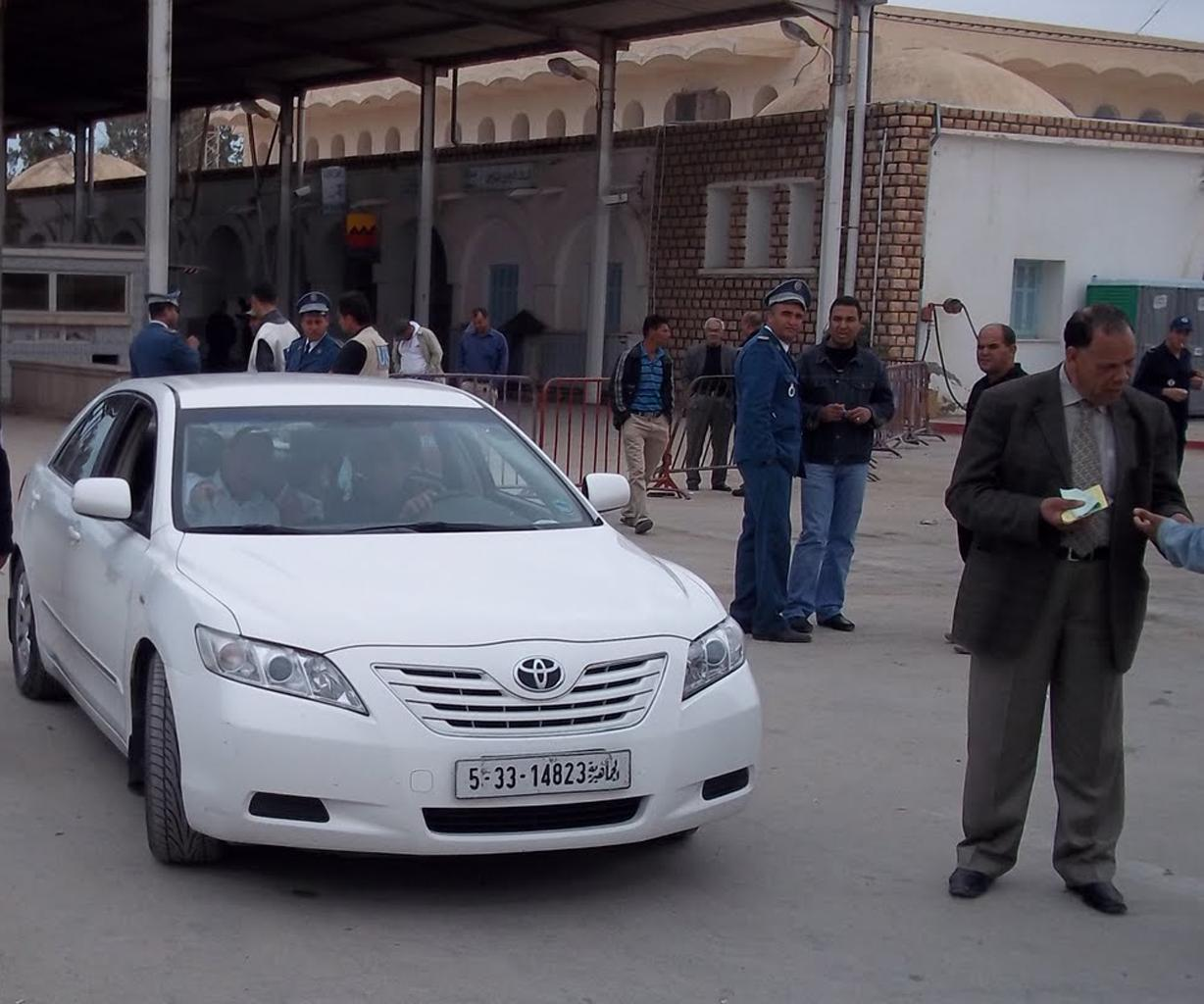
معبر رأس إجدير المنفذ البري الرئيسي بين دولتي ليبيا وتونس وله دور هام في اقتصاد الدولتين.

رأس جدير هي قرية ساحلية ليبية ضمن الحدود الإدارية لبلدية زوارة الكبرى، ومعبر حدودي على الحدود الليبية مع تونس. ويقابلها من الجانب التونسي ولاية مدنين . وهي موقع لمحطة تجريبية حول استخدام طاقة الرياح والطاقة الشمسية في مجال تحلية المياه.
تعد رأس جدير إحدى محطات مشروع السكة الحديدية في ليبيا والتي هي تحت الإنشاء منذ 2007، وقد وقعت اتفاقية للربط مع السكة الحديدية في تونس.

## التسمية
تعود التسمية نظرا لموقعها الجغرافي والذي ينتهي فيه مصب لوادي صغير، والذي يسمى الجدر، واجْدِيرْ هي تصغير لكلمة جدر، ورأس أي مصبه.

## المعبر
بعد سقوط نظام الرئيس الليبي معمر القذافي، أغلق المعبر أمام حركة المسافرين والبضائع عدة مرات أخرها كان منذ مارس/آذار 2024 على خلفية اشتباكات بين مجموعات مسلحة ومهربين مع أفراد التأمين والحماية في المعبر، ثم أعيد افتتاحه في الأول من يوليو/تموز من نفس العام بعد سلسلة من التأجيلات.